# Shanghai International Port Group
Shanghai International Port Group ou SIPG (chinois simplifié : 上海国际港务(集团)股份有限公司 ; chinois traditionnel : 上海國際港務(集團)股份有限公司 ; pinyin : Shànghǎi guójì gǎng wù (jítuán) gǔfèn yǒuxiàngōngsī) est l'opérateur du port de Shanghai, le plus grand port du monde en Evp (2017).

## Histoire
La SIPG est créeé en 1993.
En juillet 2015, SIPG reprend 79,2% de Jinjiang Shipping,.
En juin 2017, SIPG signe un memorandum avec les autorités portuaires de Piraeus (Grèce) en vue de développer la coopération entre les deux zones géographiques. Le géant maritime Cosco rachète 15% du capital de SIPG. Le mois suivant, les deux entreprises s'associent dans le rachat de Orient Overseas International Ltd (OOIL). En décembre 2017, SIPG reprend 50% de Jinmao Holding et ouvre le plus grand terminal de gestion automatisée de conteneurs au monde dans le port de Shanghai,.
En novembre 2018, SIPG vend sa filiale construction à Diamond Two. En septembre 2018, SIPG rachète 51% de l'exploitation des ports de Yangzhou et Nankin. En février 2019, SIPG signe un accord avec Zhejiang Seaport Group pour le développement du port de Yangshan.
En juillet 2019, plusieurs acteurs portuaires chinois dont SIPG se regroupent pour créer une nouvelle plateforme de gestion des conteneurs basée sur la technologie blockchain,.

## Conflits USA-Chine
En mars 2015, SIPG reprend l'exploitation pour 25 ans de l'unité conteneurs du port de Haïfa (Israël), le plus grand port du pays et une base navale pour l'armée nationale et américaine, contrat qui doit démarrer en 2021. En 2018, le gouvernement américain demande aux autorités israéliennes de réviser leur partenariat avec SIPG,.
Dans le cadre des tensions commerciales entre les États-Unis et la Chine nourries par le président Donald Trump, la croissance des grands groupes portuaires chinois dont SIPG freine.

## Description
Shanghai International Port Group est une filiale de China Harbour Engineering (CHEC).
Shanghai International Port est l'un des principaux actionnaires de la Bank Of Shanghai et de la Postal Savings Bank of China.

## Gouvernance
- Président du conseil : Xu Yuan Chen[2]
- Vice-président du conseil : Jingtao Bai[20]
- Secrétaire du conseil : Xiangming Ding
- PDG : Jun Yan
- Directeur des finances : Wei Yu